# Théodore Agrippa d'Aubigné
Théodore Agrippa d'Aubigné (Saint-Maury, 8 febbraio 1552 – Ginevra, 9 maggio 1630) è stato uno scrittore e poeta francese protestante dell'età barocca e uno dei favoriti di Enrico IV.

## Biografia

### Primi anni e formazione
Nacque da pii protestanti. La madre, Catherine de L'Estang, morì nel darlo alla luce (donde il secondo nome, "aegre partus").
Agrippa d'Aubigné fu allevato nella religione calvinista, della quale fu un partigiano fervente durante tutte le guerre di religione che scossero la fine del XVI secolo. A sei anni, grazie alle cure d'un maestro definito "dur, astorge, impiteux" ("duro, arcigno, spietato") in Sa vie à ses enfants, legge correntemente il francese, l'ebraico, il greco e il latino. All'età di dieci anni venne messo in pensione a Parigi, presso Mathieu Béroalde, famoso umanista (1562).
Nello stesso anno riparò ad Orléans per sfuggire alle persecuzioni dell'Inquisizione.
L'anno seguente, suo padre Jean d'Aubigné morì (1563).
Agrippa d'Aubigné concluse i suoi studi a Ginevra, dove venne mandato nel 1565, sotto la direzione di Théodore de Bèze, e poi a Lione.

### Durante le guerre di religione
Allo scoppio della seconda guerra di religione (1567-1568), si impegnò senza esitazione nell'esercito protestante, combattendo a Jarnac, a Roche-Abeilles e a Pons. Dopo una breve pace, nel 1568, le ostilità ripresero con maggior ferocia. D'Aubigné partecipò alle battaglie e alle trattative di pace.
Nel 1570, innamoratosi perdutamente di Diana Salviati, la nipote della "Cassandra" di Pierre de Ronsard, ottenne dal di lei padre, Jean Salviati, signore di Talcy, il consenso alle nozze (che non si celebrarono per via delle differenze di religione). Caduto in un'imboscata preparata da nemici, fu orrendamente ferito. Sicuro di morire, coprì a cavallo una distanza di 22 leghe per vedere l'ultima volta l'amata. Giunto a Talcy, perse conoscenza; creduto morto, lasciato senza cure, ebbe nel deliquio la visione (come riportato più tardi nelle Tragiche) di Dio, che gli avrebbe dato l'incarico, in cambio del ritorno alla vita, di cantare le vicissitudini dei protestanti.

### La notte di S. Bartolomeo. Il sodalizio con Enrico IV.
La sua presenza a Parigi durante i massacri del 1572 è controversa; sicuri sono il suo inguaribile rancore verso la monarchia e le visioni d'orrore di cui fu testimone e che costituiscono la parte più nota de Les Tragiques.
In questo periodo si legò al giovane re di Navarra, che lo nominò suo scudiero nel mese di agosto 1573. Il futuro Enrico IV era allora, dopo la Notte di San Bartolomeo, strettamente sorvegliato alla corte di Francia. Aubigné fu tra coloro che assistettero il re di Navarra al momento della sua evasione, il 4 febbraio 1576. Questa stretta amicizia tra il re e il poeta sarebbe durata molti anni.
Enrico IV lo nominò maresciallo di campo nel 1586, governatore d'Oléron e di Maillezais, che egli conquistò con le armi nel 1589; poi vice-ammiraglio della Guyenne e di Bretagna. Ma le divergenze politiche e religiose avrebbero finito per separare i due uomini, i quali non sospettavano che i loro rispettivi nipoti, Luigi XIV e Madame de Maintenon, si sarebbero sposati nel 1683.

### Il ferimento di Casteljaloux
Nel 1577, fu gravemente ferito a Casteljaloux. Secondo la leggenda che egli avrebbe forgiato in seguito, fu là, tra la vita e la morte, che gli sarebbero tornate in mente le prime «clausole» del suo grande poema epico sulle guerre di religione, Les Tragiques.
In seguito a questa ferita, si ritirò alle Landes-Guinemer e sposò Suzanne de Lezay nel 1583. Ebbe da lei (ca. 1585) un figlio, Constant, padre di Françoise d'Aubigné, la futura marchesa di Maintenon, e due figlie, Marie de Caumont d'Adde (morta nel 1625), e Louise Arthémise de Villette, che sarebbe stata la vera figura materna di Madame de Maintenon. Constant gli causò una delle più grandi delusioni della sua vita convertendosi al cattolicesimo (1613); lui lo diseredò, gettando allo stesso tempo nella miseria sua nuora e i suoi nipoti.
Dopo la morte di sua moglie nel 1596, ebbe un figlio naturale da Jacqueline Chayer: Nathan d'Aubigné, che avrebbe riconosciuto, e che avrebbe sposato nel 1632 Anne Crespin, avendone, tra gli altri, Tite d'Aubigné, capostipite della famiglia Marle d'Aubigné che avrebbe avuto una lunga posterità.

### Abiura e morte di Enrico IV.
Dopo l'assassinio del duca di Guisa nel 1588, d'Aubigné riprese parte ai combattimenti politici e militari della sua epoca. Fu allora il rappresentante della corrente dura del partito protestante («les Fermes») e vide di malocchio le concessioni fatte dal capo del suo partito per accedere al trono. Come numerosi protestanti, d'Aubigné percepì l'abiura di Enrico IV, nel 1593, come un tradimento, tanto più che egli era stato fra coloro che s'erano battuti maggiormente per portare Enrico al trono. Venne a poco a poco allontanato dalla corte e si ritirò definitivamente dopo l'assassinio di Enrico IV nel 1610. Nel 1611, rappresentante delle chiese riformate nel Poitou in diverse assemblee ecclesiastiche, si segnalò per la veemenza con cui difendeva i correligionarii.
Questo periodo sembra il più intenso dal punto di vista letterario, in particolare per quanto riguarda Les Tragiques; il 1616 è l'anno in cui pubblica la prima versione delle Tragiques, la prima parte della Storia universale e il libello Le avventure del barone di Faeneste. Per lui non fu se non un altro modo per prendere le armi, moltiplicando i pamphlet anti-cattolici e gli attacchi polemici contro i protestanti convertiti. Rifiutando ogni compromesso, d'Aubigné fu costretto a lasciare la Francia nel 1620, dopo la condanna della sua Histoire universelle depuis 1550 jusqu'en 1601 (iniziata nel 1599) da parte del Parlamento.

### A Ginevra. Gli ultimi anni.
Anche per sfuggire a numerose inimicizie personali, D'Aubigné si ritirò allora a Ginevra, dove sarebbero state pubblicate le sue opere più importanti. Qui Aubigné è accolto onorevolmente, invitato a prender parte alla vita dello stato e consultato per opere di fortificazione. Sposò la ricca vedova Renée Burlamacchi nel 1623, in contemporanea con la seconda edizione, interamente riveduta, de Les tragiques, e morì dopo breve malattia il 9 maggio 1630 nel suo castello di Crest, fuori Ginevra.

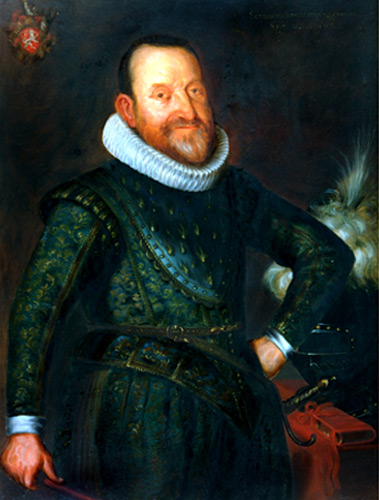
Agrippa d'Aubigné.

## L'opera letteraria

### Les Tragiques
Les Tragiques resta oggi la sua opera più conosciuta. Questo vasto poema, insieme sacro, storico, epico, satirico e d'invettiva, in sette canti (con rimando ai sette sigilli dell'Apocalisse), racconta le sventure della Francia durante le guerre di religione, e fa appello al giudizio di Dio per distinguere i Giusti dai Malvagi.
Il poema fu iniziato in una data incerta, e venne pubblicato soltanto nel 1616, in una versione che sarebbe in seguito stata profondamente rimaneggiata da d'Aubigné. Nelle Misères ("Miserie") sono descritte le condizioni pietose del regno sotto la tirannia di Caterina de' Medici e dei suoi succubi figli; Princes ("Principi") raccoglie una serie di spaventose accuse contro la regina, i suoi figli dominati dai favoriti e la corte corrotta; La Chambre dorée ("La camera dorata", ossia la sede del tribunale) riguarda la corruzione della giustizia; Feux ("Fuochi") è una sorta di orazione funebre per i riformati che si sono immolati alla causa; Fers ("Ferri") ricostruisce le guerre e le battaglie cui Aubigné ha partecipato; Vengeances ("Vendette") preconizza le punizioni che il cielo prepara contro i persecutori della vera fede; Jugement ("Giudizio") è una prefigurazione estatica dell'Apocalisse, nella quale i cattolici e gli apostati saranno dannati, mentre i protestanti rimasti fedeli alla loro fede prenderanno posto a fianco di Dio.
Les Tragiques sono lontanissime dalla "mignardise" del tardo manierismo e del barocco:
"... vers eschauffez
Ne sont rien que de meurtre et de sang estoffez,
Qu'on n'y lit que fureur, que massacre, que rage,
Qu'horreur, malheur, poison, trahison et carnage". (II. Princes).
Scritte esplicitamente per "émouvoir", costituiscono insieme una lunga, appassionata invettiva e un'esortazione, che permetta al poeta di ridare coraggio ai protestanti contro i cattolici, mostrando loro la vittoria imminente al momento dell'avvento del Regno di Dio sulla Terra.
A differenza di Ronsard che descrisse per simboli, nei suoi testi, gli effetti della guerra civile, d'Aubigné nutrì la sua opera con i propri ricordi. Così, nel libro V, Les Fers, evocò il supplizio dei congiurati d'Amboise, al quale assistette all'età di otto anni. Nello stesso modo, le reminiscenze bibliche e tratte alla storia antica non hanno una funzione esornativa, ma implicano un'identificazione profonda: per esempio Caterina de' Medici, qualificata come Messaline o Agrippine di volta in volta, non è così chiamata per mera iperbole, ma con lo scopo di rilevare un fatale, ciclico ripresentarsi degli stessi principî e degli stessi archetipi, benigni o malvagî, in tutte le epoche di tutta la storia. Così Aubigné ambisce, a sua volta, ricalcare le orme degli antichi eroi, dei profeti biblici:
"Mes désirs sont déjà volés outre la rive
Du Rubicon troublé; que mon reste les suive
Par un chemin tout neuf, car je ne trouve pas
Qu'autre homme l'ait jamais écorché de ses pas...
... ces chemins enlacés
Sont par l'Antiquité des siècles effacés,
Si bien que l'herbe verte en ses sentiers accrue
En fait une prairie épaisse, haute et drue.
Là où étaient les feux des prophètes plus vieux
Je tends comme je puis les cordons de mes yeux...". (I. Misères).

### Altre opere
Ma d'Aubigné non è l'autore di una sola opera. I suoi inizi poetici sono tuttavia molto più leggeri: Le printemps è una raccolta di sonetti, di stanze e di odi impregnate di petrarchismo, ben lontani dal tono imprecatorio delle sue opere successive.
L'essenza della sua opera è in effetti polemica. D'Aubigné, impegnato nei combattimenti della sua epoca, cercò in tal modo di discreditare le vanità della corte reale e la religione cattolica nella Confession du Sieur de Sacy e ne Les aventures du baron de Faeneste. La sua Histoire Universelle è anch'essa, nonostante il titolo, un'opera di combattimento destinata a denunciare i crimini cattolici all'epoca delle guerre di religione, e a incoraggiare i protestanti nella loro fede.
Verso la fine della sua esistenza, la sua opera prese una direzione nettamente più autobiografica. Scrisse infatti Sa vie à ses enfants (la propria vita scritta per i figli Constant, Marie et Louise), per mostrar loro «la sua gloria» e «i suoi errori» ed essere pertanto un esempio proficuo.

## Fortuna
Praticamente sconosciuto ai suoi contemporanei, fu riscoperto in epoca romantica da Victor Hugo (forte l'influenza delle Tragiques sulla Légende des Siècles), poi dal critico Sainte-Beuve. Charles Baudelaire, come epigrafe per una scelta (1855) di Les fleurs du mal per la Révue des Deux Mondes, si sarebbe servito di alcuni versi di II. Princes:
On dit qu'il faut couler les exécrables choses
Dans le puits de l'oubli et au sépulchre encloses,
Et que par les escrits le mal ressuscité
Infectera les mœurs de la postérité ;
Mais le vice n'a point pour mère la science,
Et la vertu n'est pas fille de l'ignorance.
Il '900 ha segnato il culmine della sua fortuna critica. Edizioni moderne di tutte le sue opere sono state curate (si segnala, tra gli studiosi, Frank Lestringant), e delle Tragiques si è occupata in profondità anche Marguerite Yourcenar. Nelle sue confidenziali letture francesi, Giuseppe Tomasi di Lampedusa dà significativamente conto della sua opera. Il grande poeta Eugenio Montale nella poesia La bufera che dà il titolo alla raccolta poetica La bufera e altro, cita dal canto Misères i seguenti versi:
Les princes n'ont point d'yeux pour voir ces grand's merveilles,
Leurs mains ne servent plus qu'à nous persecuter...

## Aneddoti
Di d'Aubigné si narra un aneddoto simile a quello di Atilio Regolo: fatto prigioniero da Saint-Luc durante la guerra civile (1585), ottenne sulla parola di andare per qualche giorno a La Rochelle; nel frattempo, apprese che Caterina de' Medici aveva ordinato la sua morte; nel giorno stabilito, tornò ugualmente.

## Opere
- Henri Weber, Jacques Bailbé, Œuvres, Parigi, Gallimard, 1969
- Histoire universelle, Éd. André Thierry, Ginevra, Droz, 1981-2000
- Les Tragiques, Éd. Frank Lestringant, Parigi, Gallimard, 1995 ISBN 2-07-073724-1
- Sa vie à ses enfants, Parigi, Nizet, 1986
- Le printemps, Éd. Henri Weber, Parigi, Presses universitaires de France, 1960
- Œuvres complètes de Théodore Agrippa d'Aubigné, Éd. Véronique Ferrer, Jean-Raymond Fanlo, et al., Parigi, Champion, 2004 ISBN 2-7453-0988-9
- Le printemps: l'hécatombe à Diane et Les stances, Parigi, Presses universitaires de France, 1960
- La responce de Michau l'aveugle; suivie de, La replique de Michau l'aveugle: deux pamphlets théologiques anonymes publiés avec des pièces catholiques de la controverse, Louis de La Blachière, Jules César Boulenger, et al. Parigi, Honoré Champion, 1996 ISBN 2-85203-613-4
- Les aventures du baron de Faeneste, Éd. Prosper Mérimée, Nendeln, Liechtenstein, Kraus Reprint, 1972
- Histoire universelle, 11 tomi, Éd. André Thierry, Ginevra, Droz, 1981-2000 ISBN 2-600-00462-9
- Petites œuvres meslées, Ginevra, Aubert, 1968

## Opere on line (da Gallica)
Opere presenti nel sistema Gallica:
- Les aventures du Baron de Foeneste[collegamento interrotto], Parigi, Jannet, 1855
- Les tragiques[collegamento interrotto], Nendeln, Kraus reprint, 1979
- Mémoires de Théodore Agrippa d'Aubigné[collegamento interrotto] publiés pour la première fois d'après le ms. de la bibliothèque du Louvre par M. Ludovic Lalanne. suivis de fragments de l'histoire universelle de d'Aubigné et de pièces inédites, Éd. Ludovic Lalanne, Parigi, Charpentier, 1854
- Petites œuvres meslées du sieur d'Aubigné[collegamento interrotto], Ginevra, P. Aubert, 1630